# Slankmos
Slankmos (Leptobryum pyriforme) is een soort uit de langsteelmosfamilie (Meesiaceae).

## Ecologie
Slankmos is een pioniersoort van vochtige tot natte, eutrofe tot hypertrofe standplaatsen op allerlei bodemtypen. Typische standplaatsen zijn slootkanten, trapgaten in weilanden, droogvallende oevers, vochtige ruderale terreinen en bloempotten.

### Syntaxonomie
In de syntaxonomie staat slankmos te boek als kensoort voor het krulmos-verbond (Funarion hygrometricae).